# Karel Bonaventura Buquoy
Karel Bonaventura Buquoy (Arras, 9 gennaio 1571 – Nové Zámky, 10 luglio 1621) è stato un generale tedesco.
Era figlio di Maximilian von Longueval, barone di Vaux e – dal 1580 – conte di Buquoy, e della di lui consorte Margherita di Lille. Il padre era un alto ufficiale, che, combattendo sotto Alessandro Farnese, cadde in battaglia presso Tournai.
Fu un importante comandante delle truppe cattoliche durante la fase boema della Guerra dei trent'anni.
Come il Tilly era di origine vallone ed al servizio spagnolo. A differenza del grande generale comandante dell'esercito della Lega cattolica, il Buquoy derivava la sua esperienza militare completamente dal confuso teatro fiammingo. Era un generale impetuoso e molto coraggioso, ma dotato di una strategia convenzionale, che non lo distingueva da altri colleghi della sua epoca.
Alla moda olandese, evitava possibilmente le battaglie dirette, preferendo ad esse le schermaglie, le manovre e gli assedi. Rifiutando lo scontro con il conte di Thurn nella prima fase della guerra dei trent'anni, rischiò di perderla, ma il suo modo di condurre la campagna successivamente vanificò tutto il vantaggio dei protestanti. Morì in battaglia combattendo contro il principe di Transilvania, Gabriele Bethlen, a Nové Zámky.

## Biografia
Si arruolò da giovane nell'esercito spagnolo che combatteva nelle Fiandre. 
Preso prigioniero davanti a Emmerich am Rhein e presto rilasciato, venne sconfitto nel 1600 a Nieuwpoort dal principe Giovanni Maurizio di Nassau-Siegen, ma ebbe modo di dimostrare le sue capacità nell'Assedio di Ostenda e nella conquista di 's-Hertogenbosch. Nel 1602 venne nominato Feldzeugmeister e nel 1606 fu ambasciatore alla corte di Francia. Continuò comunque la carriera militare e nel 1618 l'Imperatore Mattia lo nominò comandante in capo del suo esercito elevandolo al grado di Feldmaresciallo.
In occasione della rivolta protestante Boema, egli raggiunse il suo esercito a Dráchov ed il 10 giugno 1619 tese un'imboscata all'esercito protestante di Ernst von Mansfeld, che stava marciando verso České Budějovice. Nella battaglia che ne conseguì a Sablat, von Mansfeld subì una sonora sconfitta e Buquoy poté, con l'aiuto del suo subalterno Wallenstein occupare la città di České Budějovice. Nel proseguimento della campagna le truppe di Buquoy sconfissero nuovamente i nemici presso Netolice, occupando n numerose città e castelli.
Alla notizia dell'irruzione in Ungheria di Gabriele Bethlen nel settembre del 1619, Buquoy, con 16 000 uomini, raggiunse il Danubio e contese con successo al nemico l'attraversamento del fiume. Presso Eggenburg Buquoy sconfisse un esercito comandato dal Thurn.
Dopo la ritirata dei protestanti boemi e degli ungheresi, Buquoy ingaggiò un esercito di 20 000 uomini, difese l'Austria contro le nuove incursioni boeme, respingendole. Nel settembre del 1620, a Krems, si unì all'esercito della Lega cattolica tedesca e venne ferito nella battaglia presso Rakovník. L'8 novembre 1620 il suo esercito, insieme a quello della Lega cattolica, comandato dal Tilly, sconfisse quello protestante nella battaglia della Montagna Bianca. Buquoy avrebbe dovuto comandare, in questo scontro, l'ala destra dello schieramento cattolico, ma a causa delle ferite subite a Rakovník, non poté partecipare direttamente al combattimento, seguendolo solo da una carrozza.
Successivamente Buquoy occupò, per conto dell'Imperatore Ferdinando II il Castello di Karlštejn, obbligando le autorità locali a rendere omaggio all'imperatore. All'inizio del 1621 chiese di lasciare il servizio, ma rimase in servizio avendogli l'imperatore assegnato la signoria su Nové Hrady, Rožmberk, ed altri possedimenti.
Nel febbraio del 1621 Buquoy marciò nuovamente in Ungheria contro Gabriele Bethlen. Dopo un breve assedio di Presburgo, iniziò nel giugno di quell'anno l'assedio di Nové Zámky, oggi in Slovacchia. Qui, il 10 luglio 1621, durante una sortita dei difensori, rimase colpito a morte. Il comando del suo esercito passò a Rodolfo di Tiefenbach.

## Matrimonio e discendenza
Karel Bonaventura sposò la milanese Maddalena di Biglia, figlia di Baldassarre Biglia, conte di Sarona, e di Giustina Visconti, contessa di Carbonaro. Da Maddalena Karel ebbe un figlio:
- Carlo Alberto di Longueval (1607 – 1663), conte di Bu(c)quoy, Barone di Vau(l)x, Grande di Spagna, Cavaliere dell'Ordine del Toson d'oro, amministratore reale spagnolo della contea di Hainaut; sposò Maria-Guglielmetta di Croy, contessa di Solre, dalla quale ebbe otto figli, tra i quali:
  - Landelin, colonnello dell'esercito imperiale, morto nella battaglia di Slankamen (1691) contro i turchi
  - Carlo Filippo (1636 – 1690), principe di Longueval (innalzato a tal rango nel 1688 da Carlo II, re di Spagna), Barone di Vau(l)x e di Rosenberg, che sposò in prime nozze Maria Margherita di Hornes ed in seconde nozze Maria di Beausignies; da quest'ultima ebbe due figlie e due figli, che morirono senza eredi
  - Carlo Alberto,  consigliere della Corte imperiale e di guerra.